# Atletica leggera ai Giochi della XV Olimpiade - 1500 metri piani

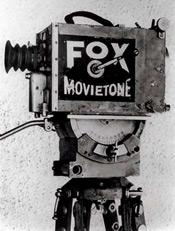
Video della Finale

La competizione dei 1500 metri piani maschili di atletica leggera ai Giochi della XV Olimpiade si è disputata nei giorni dal 24 al 26 luglio 1952 allo Stadio olimpico di Helsinki.

## L'eccellenza mondiale
| Campione olimpico 1948   | 3'49"8 | Henry Eriksson   | Ritirato |
| Campione europeo 1950    | 3'47"2 | Willem Slijkhuis | Presente |
| Primatista mondiale      | 3'43"0 | Werner Lueg      | Presente |
| Vincitore dei Trials USA | 3'49"3 | Robert McMillen  | Presente |

1. ↑  Stabilito il 29 giugno.

## La gara
Il tedesco Rolf Lamers fa una gara di supporto al connazionale (e neo primatista mondiale) Werner Lueg, conducendo il gruppo su un ritmo veloce nei primi due giri. Al terzo giro Lueg passa in testa ed allunga. All'ingresso del rettilineo finale è seguito a 3 metri dal sorprendente lussemburghese Barthel, davanti ai più quotati McMillen (USA) e El Mabrouk (Francia).

Barthel agguanta il tedesco a 50 metri dalla fine e lo supera; anche McMillen supera il tedesco e giunge ad un decimo dal lussemburghese, sorpreso tanto quanto il pubblico della propria vittoria. Barthel ha stabilito anche il nuovo primato dei Giochi.

## Risultati

### Turni eliminatori
| 6 Batterie   | 24 luglio | 52 iscritti    | Si qualificano i primi 4. |
| 2 Semifinali | 25 luglio | 24 concorrenti | Si qualificano i primi 6. |
| Finale       | 26 luglio | 12 concorrenti |                           |

### Batterie
| Pos. | Atleta                 | Nazione     | Tempo Ufficiale | Tempo Ufficioso |
| ---- | ---------------------- | ----------- | --------------- | --------------- |
| 1    | Joseph Barthel         | Lussemburgo | 3'51"6          | 3'51"75         |
| 2    | Günter Dohrow          | Germania    | 3'51"8          | 3'51"90         |
| 3    | Ingvar Ericsson        | Svezia      | 3'52"0          | 3'52"14         |
| 4    | Donald MacMillan       | Australia   | 3'52"0          | 3'52"30         |
| 5    | Sándor Iharos          | Ungheria    | 3'56"0          | 3'56"85         |
| 6    | Mieczysław Długoborski | Polonia     | 3'57"8          | 3'57"70         |
| 7    | Filemón Camacho        | Venezuela   | 4'18"0          |                 |
| 8    | Pierre Gillet          | Francia     | 4'26"6          |                 |
| -    | Hans Harting           | Paesi Bassi | Rit.            | Rit.            |

| Pos. | Atleta              | Nazione          | Tempo Ufficiale | Tempo Ufficioso |
| ---- | ------------------- | ---------------- | --------------- | --------------- |
| 1    | Warren Druetzler    | Stati Uniti      | 3'51"4          | 3'51"66         |
| 2    | Sture Landqvist     | Svezia           | 3'52"2          | 3'52"31         |
| 3    | Stanislav Jungwirth | Cecoslovacchia   | 3'52"4          | 3'52"58         |
| 4    | Mihail Velsvebel    | Unione Sovietica | 3'52"6          | 3'52"72         |
| 5    | Aulis Pystynen      | Finlandia        | 3'53"0          | 3'53"33         |
| 6    | Leonard Eyre        | Gran Bretagna    | 3'53"2          | 3'53"34         |
| 7    | Fred Lüthi          | Svizzera         | 3'56"4          | 3'56"52         |
| 8    | Turhan Göker        | Turchia          | 4'00"6          | 4'01"02         |

| Pos. | Atleta            | Nazione     | Tempo Ufficiale | Tempo Ufficioso |
| ---- | ----------------- | ----------- | --------------- | --------------- |
| 1    | Olof Viktor Åberg | Svezia      | 3'51"0          | 3'51"14         |
| 2    | Denis Johansson   | Finlandia   | 3'51"2          | 3'51"22         |
| 3    | Rolf Lamers       | Germania    | 3'52"4          | 3'52"72         |
| 4    | William Parnell   | Canada      | 3'53"4          | 3'53"75         |
| 5    | Fritz Prossinagg  | Austria     | 3'54"2          | 3'54"76         |
| 6    | Athol Jennings    | Sudafrica   | 3'55"4          | 3'55"69         |
| 7    | Daniel Janssens   | Belgio      | 3'55"8          | 3'55"98         |
| 8    | Cahit Önel        | Turchia     | 3'58"4          | 3'58"42         |
| -    | Willem Slijkhuis  | Paesi Bassi | Rit.            | Rit.            |

| Pos. | Atleta             | Nazione          | Tempo Ufficiale | Tempo Ufficioso |
| ---- | ------------------ | ---------------- | --------------- | --------------- |
| 1    | Patrick El Mabrouk | Francia          | 3'55"8          | 3'55"77         |
| 2    | Robert McMillen    | Stati Uniti      | 3'55"8          | 3'55"82         |
| 3    | Robert Bannister   | Gran Bretagna    | 3'56"0          | 3'56"13         |
| 4    | Vilmos Tölgyesi    | Ungheria         | 3'56"0          | 3'56"20         |
| 5    | John Landy         | Australia        | 3'57"0          | 3'57"14         |
| 6    | Andrija Otenhajmer | Jugoslavia       | 3'57"8          | 3'58"20         |
| 7    | Maurice Marshall   | Nuova Zelanda    | 4'01"0          | 4'01"03         |
| 8    | Nikolay Kuchurin   | Unione Sovietica | 4'03"6          | 4'01"80         |
| 9    | Vasilios Mavroidis | Grecia           | 4'07"8          |                 |

| Pos. | Atleta             | Nazione          | Tempo Ufficiale | Tempo Ufficioso |
| ---- | ------------------ | ---------------- | --------------- | --------------- |
| 1    | George Hoskins     | Nuova Zelanda    | 3'56"2          | 3'56"33         |
| 2    | Frans Herman       | Belgio           | 3'56"2          | 3'56"37         |
| 3    | Bill Nankeville    | Gran Bretagna    | 3'56"4          | 3'56"48         |
| 4    | Mykola Belokurov   | Unione Sovietica | 3'56"4          | 3'56"47         |
| 5    | Urpo Vähäranta     | Finlandia        | 3'56"8          | 3'56"85         |
| 6    | Javier Montez      | Stati Uniti      | 3'58"2          | 3'58"10         |
| 7    | Stefan Lewandowski | Polonia          | 4'00"8          | 4'00"87         |

| Pos. | Atleta              | Nazione        | Tempo Ufficiale | Tempo Ufficioso |
| ---- | ------------------- | -------------- | --------------- | --------------- |
| 1    | Werner Lueg         | Germania       | 3'52"0          | 3'52"31         |
| 2    | Václav Čevona       | Cecoslovacchia | 3'53"4          | 3'53"45         |
| 3    | Audun Boysen        | Norvegia       | 3'55"0          | 3'55"15         |
| 4    | John Ross           | Canada         | 3'55"2          | 3'55"60         |
| 5    | Jean Vernier        | Francia        | 3'56"8          | 3'56"61         |
| 6    | Edmund Potrzebowski | Polonia        | 3'56"8          | 3'56"91         |
| 7    | Sándor Garay        | Ungheria       | 4'01"2          | 4'01"53         |
| 8    | Ekrem Koçak         | Turchia        | 4'01"4          | 4'01"77         |
| 9    | William Fahmy Hanna | Egitto         | 4'11"2          |                 |
| 10   | Stit Leangtanom     | Thailandia     | 4'32"6          |                 |

### Semifinali
| Pos. | Atleta             | Nazione          | Tempo Ufficiale | Tempo Ufficioso |
| ---- | ------------------ | ---------------- | --------------- | --------------- |
| 1    | Denis Johansson    | Finlandia        | 3'49"4          | 3'49"60         |
| 2    | Werner Lueg        | Germania         | 3'49"8          | 3'50"06         |
| 3    | Donald MacMillan   | Australia        | 3'50"8          | 3'50"81         |
| 4    | Warren Druetzler   | Stati Uniti      | 3'50"8          | 3'51"16         |
| 5    | Patrick El Mabrouk | Francia          | 3'51"0          | 3'51"25         |
| 6    | Audun Boysen       | Norvegia         | 3'51"0          | 3'51"33         |
| 7    | Václav Čevona      | Cecoslovacchia   | 3'51"4          | 3'51"37         |
| 8    | Sture Landqvist    | Svezia           | 3'51"4          | 3'51"45         |
| 9    | Bill Nankeville    | Gran Bretagna    | 3'52"0          | 3'51"93         |
| 10   | William Parnell    | Canada           | 3'52"4          | 3'52"91         |
| 11   | Mihail Velsvebel   | Unione Sovietica | 3'52"6          | 3'52"58         |
| 12   | George Hoskins     | Nuova Zelanda    | 3'53"0          | 3'52"72         |

| Pos. | Atleta              | Nazione          | Tempo Ufficiale | Tempo Ufficioso |
| ---- | ------------------- | ---------------- | --------------- | --------------- |
| 1    | Joseph Barthel      | Lussemburgo      | 3'50"4          | 3'50"51         |
| 2    | Olof Viktor Åberg   | Svezia           | 3'50"6          | 3'50"71         |
| 3    | Ingvar Ericsson     | Svezia           | 3'50"6          | 3'50"77         |
| 4    | Robert McMillen     | Stati Uniti      | 3'50"6          | 3'50"84         |
| 5    | Robert Bannister    | Gran Bretagna    | 3'50"6          | 3'50"92         |
| 6    | Rolf Lamers         | Germania         | 3'50"8          | 3'51"30         |
| 7    | Stanislav Jungwirth | Cecoslovacchia   | 3'51"0          | 3'51"72         |
| 8    | Vilmos Tölgyesi     | Ungheria         | 3'53"2          | 3'53"56         |
| 9    | Frans Herman        | Belgio           | 3'53"8          | 3'54"04         |
| 10   | Günter Dohrow       | Germania         | 3'55"2          | 3'55"27         |
| 11   | Mykola Belokurov    | Unione Sovietica | 3'55"6          | 3'55"49         |
| 12   | John Ross           | Canada           | 4'00"6          |                 |

### Finale
| Pos.    | Atleta             | Nazione       | Tempo Ufficiale | Tempo Ufficioso |
| ------- | ------------------ | ------------- | --------------- | --------------- |
| Oro     | Joseph Barthel     | Lussemburgo   | 3'45"2          | 3'45"28         |
| Argento | Robert McMillen    | Stati Uniti   | 3'45"2          | 3'45"39         |
| Bronzo  | Werner Lueg        | Germania      | 3'45"4          | 3'45"67         |
| 4       | Robert Bannister   | Gran Bretagna | 3'46"0          | 3'46"30         |
| 5       | Patrick El Mabrouk | Francia       | 3'46"0          | 3'46"35         |
| 6       | Rolf Lamers        | Germania      | 3'46"8          | 3'47"18         |
| 7       | Olof Viktor Åberg  | Svezia        | 3'47"0          | 3'47"20         |
| 8       | Ingvar Ericsson    | Svezia        | 3'47"6          | 3'47"70         |
| 9       | Donald MacMillan   | Australia     | 3'49"6          | 3'49"77         |
| 10      | Denis Johansson    | Finlandia     | 3'49"8          | 3'50"24         |
| 11      | Audun Boysen       | Norvegia      | 3'51"4          | 3'51"75         |
| 12      | Warren Druetzler   | Stati Uniti   | 3'56"0          |                 |

La vittoria di Barthel è l'unica ottenuta da un lussemburghese nell'atletica leggera alle Olimpiadi in tutto il XX secolo.